# Lista de estádios de futebol de Curitiba
Esta é a lista de estádios existentes ou que existiram na cidade de Curitiba, capital do Estado do Paraná.

## Os mais conhecidos da cidade e que possuem artigos próprios
- Estádio Major Antônio Couto Pereira, pertencente ao Coritiba Foot Ball Club;
- Estádio Durival Britto e Silva, pertencente ao Paraná Clube;
- Estádio Érton Coelho de Queiroz, também pertencente ao Paraná Clube;
- Estádio Joaquim Américo Guimarães, pertencente ao Clube Atlético Paranaense;
- Complexo Poliesportivo Pinheirão, pertencia a Federação Paranaense de Futebol, mas na atualidade é da propriedade da iniciativa privada e sem uso esportivo.

### Outros estádios com artigos próprio
- Estádio Francisco Muraro pertence ao Trieste Futebol Clube;
- Estádio Paula Soares, já extinto, pertenceu ao Britânia Sport Club.

## Estádios de equipes profissionais de Curitiba

### Estádio Orestes Thá
O Estádio Orestes Thá foi uma praça esportiva localizado no bairro Guaíra.
Inaugurado em 15 de agosto de 1953 como a casa do Esporte Clube Água Verde, com uma partida contra o Ferroviário ., em agosto de 1971 passou a ser patrimônio do  Esporte Clube Pinheiros, pois o Água Verde adotou novo nome e novas cores. 
Em 1983, o Pinheiros inaugurou um estádio mais moderno, o Estádio Érton Coelho Queiroz e o Orestes Thá foi demolido, parcialmente, para ser construído a sede social do clube e um ginásio esportivo. 
O nome do estádio era uma homenagem ao empresário do ramo da construção civil (um dos fundadores da tradicional Construtura Irmãos Thá) e ex-presidente do Esporte Clube Água Verde, sr. Orestes Thá.
No local ocorreu, em março de 1956, um Atletiba que resultou no placar de 4 x 4.

### Estádio Palestra Itália e Estádio Franklin Delano Roosevelt
No início de 1915 foi inaugurado, no bairro Batel, o estádio do Paraná Sport Club. O espaço era arrendado e de propriedade do empresário Ernesto Bentson, dono da cervejaria Providência. Com a extinção do Paraná S.C., o Palestra Itália Futebol Clube passou a utilizar o estádio para mandar os seus jogos e em 1932, o local passou a ser denominado de Estádio Palestra Itália.
Ainda na década de 1930, o Palestra Itália construiu um novo estádio no bairro Tarumã e o local passou a ser utilizado pelo time da Towarzystwo Wychowania Fizycnego Junak ou Sociedade de Educação Física Junak (clube da colônia polonesa) para os seus jogos no Campeonato Paranaense de Futebol, passando assim, a ser conhecido como estádio do Juniak. A Sociedade Junak alterou sua denominação para Sociedade Educação Física Juventus e em 1947 o clube comprou o estádio e rebatizou para Estádio Franklin Delano Roosevelt em homenagem ao presidente norte-americano que ajudou a Polônia a se livrar do domínio nazista na Segunda Guerra Mundial. 
Com a extinção do departamento de futebol da Sociedade Educação Física Juventus, o estádio foi parcialmente demolido e readaptado para ser sede social da Sociedade União Juventus (antiga Sociedade Educação Física Juventus). Em 2006, o local foi destruído por completo, quando um incêndio eliminou todo e qualquer vestígio do antigo estádio. Atualmente, o espaço que abrigou o Franklin Delano Roosevelt, esta ocupado por um hipermercado. 
Neste estádio foram disputados sete Atletibas entre as décadas de 1930 e 1940.

### Estádio Moysés Lupion e Estádio Olímpico Moysés Lupion
Estádio Moysés Lupion foi a praça esportiva do Bloco Esportivo Morgenau, clube fundado em 1932 como time amador e que em 1951 passou a jogar o profissional do Campeonato Paranaense de Futebol.
O Bloco Morgenau possuiu sua sede e campo localizado na antiga Rua Guarani (hoje Avenida Senador Souza Naves), na antiga Vila Morgenau (atual bairro Cristo Rei). Com a entrada do clube no campeonato de profissionais do estado, houve a necessidade de transformar o seu campo em um estádio de futebol, por isso, em 7 de março de 1954 inaugurou o Estádio Moysés Lupion. Em 1964, o clube abandonou as atividades esportivas e em 1968, uniu-se com a "Sociedade Operária Beneficente Recreativa Vila Morgenau", criando a "Sociedade Morgenau". Desta feita, o Estádio Moysés Lupion foi parcialmente demolido para a construção da sede esportiva do clube.
Uma denominação parecida com o estádio do B.E. Morgenau foi o Estádio Olímpico Moysés Lupion, porém, este não saiu do papel; isso porque foi o nome dado ao primeiro projeto do que viria a ser o Complexo Poliesportivo Pinheirão. Elaborado em 1948 pelo arquiteto Ayrton Lolô Cornelsen, era para ser o estádio que receberia a Copa do Mundo FIFA de 1950 em Curitiba. A copa de 1950 aconteceu, mas os jogos foram realizados na Vila Capanema (Estádio Durival Britto e Silva) e a FPF construiu o Pinheirão, nunca conforme o projeto original, nem a denominação original.
As denominações foram homenagens ao político paranaense, governador e senador, Moysés Lupion.

## Estádios de equipes amadores de Curitiba

### Estádio Capitão Manoel Aranha
O Estádio Capitão Manoel Aranha foi uma praça esportiva pertencente ao extinto Poty Sport Club. O clube foi fundado em 14 de maio de 1925 e existente até a década de 1960, disputando os campeonatos amadores da Federação Paranaense de Futebol e que chegou a participar do "Torneio Curitiba",[carece de fontes?] em 1931, com clubes profissionais, juntamente com o Clube Atlético Paranaense, Coritiba Foot Ball Club, Clube Atlético Ferroviário, entre outros.
O campo do Poty já existia desde o início da década de 1940, sendo conhecido por "”Campo do Paulo" porque o terreno fazia parte das propriedades de Paulo Mann. Este campo estava localizado no antigo bairro Galícia (por isso que a alcunha do Poty foi "Bugre Galiciano"), localidade que hoje faz parte do bairro Mercês. Com dívidas junta a prefeitura de Curitiba, em 1947 a família Mann repassou o terreno a municipalidade, que por sua vez, transferiu o uso do local para o Poty S. C. através da lei nº. 10 de 07 de fevereiro de 1948. Com a posse provisória do terreno, o Poty S.C. inaugurou, ainda em 1948, o seu estádio com a denominação de Estádio Capitão Manoel Aranha. 
O clube, endividado, devolveu o estádio, no início da década de 1960, para o município e com uma nova lei, revogando a anterior, o prefeito Ivo Arzua iniciou a construção, neste exato local, da "Praça 29 de Março" (data da comemoração do aniversário de Curitiba), inaugurada em novembro de 1966 com projeto urbanístico do futuro prefeito Jaime Lerner. 
A demonização foi uma homenagem ao militar do Exército Brasileiro Manoel Aranha, que também foi presidente do Clube Atlético Paranaense entre 1943 e 1945 e presidente da Federação Paranaense de Futebol em 1947.

### Estádio João Derosso
O Estádio João Derosso foi uma praça esportiva pertencente aos extintos: Grêmio Esportivo Xaxim (clube fundado em julho de 1954) e São Paulo Esporte Clube (clube fundado em 7 de setembro de 1965), antigos clubes amadores do bairro Xaxim.
Inaugurado em 1964 pelo G.E. Xaxim para receber jogos da 3° divisão de amador Campeonato Paranaense de Futebol, com o fim do G.E., no início da década de 1980, o estádio passou a ser casa do São Paulo E.C. em 1983. Em 2005, do clube começou a brigar na justiça para manter o espaço em seu patrimônio, quando em 2009 foi desapropriado e demolido em 2011. O São Paulo deixou de existir em setembro de 2015.
O nome do estádio era uma homenagem ao político e personagem histórico local, pertencente a tradicional família Derosso.

### Estádio Erondi Silvério
Estádio Erondi Silvério é uma praça esportiva pertencente ao Vasco da Gama Futebol Clube e esta localizado no bairro   Pilarzinho.
Construído entre os anos de 1965 e 1966, o primeiro jogo ocorreu no dia 8 de maio de 1966 e sua inauguração oficial foi em 6 de junho de 1966, em jogo do Vasco da Gama contra o Clube Atlético Primavera.
A denominação do estádio é uma homenagem ao político e empresário Erondy Silvério, vereador, deputado e ex-prefeito interino de Curitiba.

### Estádio Jovino do Rosário e Estádio Walfrido do Rosário
O Bacacheri Atlético Clube possuiu dois estádios enquanto clube de futebol amador. O primeiro foi o Estádio Jovino do Rosário, inaugurado em 1951 e utilizado em seus jogos oficiais até o ano de 1959 e a partir desta data, o local foi desativado como praça de esportes para jogos da Federação Paranaense de Futebol. Em 25 de setembro de 1960, o Bacacheri A. C. inaugurou um estádio de maior capacidade e mais moderno, o Estádio Walfrido do Rosário. Os dois estádios eram localizados no bairro Bacacheri.
Em 1970, o Bacacheri A. C. extinguiu seu departamento esportivo e em 1974, virou o Bacacheri Clube de Campo e os estádios viraram espaços sociais para uso dos associados. 
A partir de 2012, o Esporte Clube Bacacheri, clube social sucessor do Bacacheri Atlético Clube e Bacacheri Clube de Campo e detentor do patrimônio criado por estas instituições, colocou a venda os espaços dos antigos estádio e o Estádio Walfrido do Rosário foi vendido para uma rede de atacadistas de supermercados em 2015.
Os nomes dos dois estádios foram homenagens para: Jovino do Rosário, fundador, em 1948, do Bacacheri Atlético Clube e Walfrido do Rosário, filho de Jovino, também um dos fundadores e futebolista do clube, que também jogou como profissional. Walfrido recebeu o prêmio Belfort Duarte e 1955.

### Estádio Maurício Fruet
Estádio Maurício Fruet é uma praça esportiva pertencente ao União Recreativa Esportiva Sta. Quitéria e esta localizado no bairro Santa Quitéria.
Com capacidade de aproximadamente 800 torcedores, sua denominação é uma homenagem ao ex-prefeito de Curitiba, Maurício Fruet.

### Estádio Egidio Pietrobelli
O Estádio Egidio Pietrobelli esta localizado no bairro Butiatuvinha e pertence ao clube do futebol amador de Curitiba, a Sociedade Operária Beneficente Iguaçu.
O velho campo do Iguaçu já existia, desde a época da fundação do clube, em 1919, como um campo aberto e sem as características de um estádio. Em 1958, houve a construção de arquibancadas e foi inaugurado como o Estádio Egidio Pietrobelli, num confronto com o rival, o Trieste Futebol Clube.
Sua denominação é uma homenagem ao líder do grupo que fundou o clube, o imigrante Egídio Ricardo Pietrobelli.

## Estádio Octávio Silvio Nicco
O Estádio Octávio Silvio Nicco está localizado no bairro Mossunguê e pertence ao clube de futebol amador de Curitiba, o Imperial Futebol Clube